# Тропик на Козирога
 Тази статия е за географското понятие.  За едноименния роман на Хенри Милър вижте Тропик на Козирога (роман).  
Тропикът на Козирога, или Южният тропик, е един от петте основни паралела, които се отбелязват на картите на Земята. Разположен е на 23° 26′ 22″ на юг от екватора и обозначава най-южната географска ширина, на която Слънцето в 12 часа на обяд може да изглежда разположено в зенит. Това се наблюдава по време на зимното слънцестоене, когато южното полукълбо е наклонено възможно най-много към Слънцето. Аналогично, в северното полукълбо се намира Тропикът на Рака.
Географските ширини на юг от Тропика на Козирога се намират в умерения климатичен пояс. Областите на север от Тропика на Козирога и на юг от Тропика на Рака се наричат тропически пояс и за тях е характерен тропическият климат.
Тропикът на Козирога се нарича така, защото преди около 2000 години на датата на зимното слънцестоене Слънцето е навлизало в съзвездието Козирог. В днешно време, заради прецесията, на тази дата Слънцето навлиза в съзвездието Стрелец. Самата дума „тропик“ произлиза от гръцкото τρόπος, което означава завой, извъртане, във връзка с факта, че в момента на слънцестоене Слънцето сякаш „се обръща“: дотогава денят в южното полукълбо расте, а оттогава нататък започва да намалява. Разположението на Тропика на Козирога не е строго фиксирано, а се изменя по сложен начин във времето.

## География
Тропикът на Козирога преминава последователно през следните държави, започвайки от Гринуичкия меридиан в посока запад:
- Бразилия
- Парагвай
- Аржентина
- Чили
- Френска Полинезия (Франция) – минавайки в южния край на островите Тубуаи
- Тонга – минавайки в северния край на Рифовете Минерва
- Територията Острови в Коралово море (Австралия) – минавайки в южния край на Рифа Като
- Австралия
- Мадагаскар
- Мозамбик
- Република Южна Африка
- Ботсвана
- Намибия